# Готтшаль, Герман фон
Герман фон Готтшаль (нем. Hermann von Gottschall; 16 октября 1862, Позен — 7 марта 1933, Гёрлиц) — немецкий шахматист, шахматный композитор и литератор. Редактор журнала «Deutsche Schachzeitung» (1887—1897). В 1885—1908 участник ряда международных турниров; лучший результат: Дрезден (турнир Германского шахматного союза, 1892) — 8—9-е место.

## Книги
- Adolf Anderssen, der Altmeister deutscher Schachspielkunst. Sein Leben und Schaffen. Leipzig, 1912;
- Streifzüge durch das Gebiet des Schachproblems, Berlin—Leipzig, 1926.